# Бангладеш на Летњим олимпијским играма 2024.
Бангладеш је учествовао на Летњим олимпијским играма 2024. у Паризу од 26. јула до 11. августа 2024. Ово је једанаести наступ нације на Летњим олимпијским играма од њеног званичног дебија на Летњим олимпијским играма 1984 . 

## Учесници по спортовима
| Спорт         | Мушкарци | Жене | Укупно |
| ------------- | -------- | ---- | ------ |
| Атлетика      | 1        | 0    | 1      |
| Пливање       | 1        | 1    | 2      |
| Стрељаштво    | 1        | 0    | 1      |
| Стреличарство | 1        | 0    | 1      |
| 4 спорта      | 4        | 1    | 5      |

## Атлетика
| Атлетичарка    | Дисциплина     | Квалификације | Квалификације | Финале           | Финале           |
| Атлетичарка    | Дисциплина     | Резултат      | Пласман       | Резултат         | Пласман          |
| -------------- | -------------- | ------------- | ------------- | ---------------- | ---------------- |
| Имранур Рахман | Мушкарци 100 м | 10.73         | 6             | Није се пласирао | Није се пласирао |

## Пливање
| Пливач(ица)       | Дисциплина               | Група | Група   | Полуфинале        | Полуфинале        | Финале            | Финале            |
| Пливач(ица)       | Дисциплина               | Време | Пласман | Време             | Пласман           | Време             | Пласман           |
| ----------------- | ------------------------ | ----- | ------- | ----------------- | ----------------- | ----------------- | ----------------- |
| Самиул Ислам Рафи | Мушкарци, 100 м слободно | 53.10 | 69      | Није се пласирао  | Није се пласирао  | Није се пласирао  | Није се пласирао  |
| Сонија Хатун      | Жене, 50 м слободно      | 30.52 | 64      | Није се пласирала | Није се пласирала | Није се пласирала | Није се пласирала |

## Стрељаштво
| Стрелац              | Дисциплина                   | Квалификације | Квалификације | Финале           | Финале           |
| Стрелац              | Дисциплина                   | Резултат      | Пласман       | Резултат         | Пласман          |
| -------------------- | ---------------------------- | ------------- | ------------- | ---------------- | ---------------- |
| Мухамед Робиул Ислам | Мушкарци ваздушна пушка 10 м | 624.2         | 43            | Није се пласирао | Није се пласирао |

## Стреличарство
| Рвач       | Категорија            | Квалификације | Квалификације | Осмина финала      | Четвртфинале       | Полуфинале         | Финале             |
| Рвач       | Категорија            | Резултат      | Пласман       | Противник Резултат | Противник Резултат | Противник Резултат | Противник Резултат |
| ---------- | --------------------- | ------------- | ------------- | ------------------ | ------------------ | ------------------ | ------------------ |
| Мате Немеш | Мушкарци индивидуално | 652           | 45            | Несполи ИЗГ 0–6    | Није се пласирао   | Није се пласирао   | Није се пласирао   |